# Maithili
Maithili (मैथिली, maithilī) ist eine indoarische Sprache und gehört zum indoiranischen Zweig der indogermanischen Sprachfamilie. Es wird außerdem zur Gruppe der Bihari-Sprachen gezählt, mit deren anderen Mitgliedern es eng verwandt ist.
Maithili ist hauptsächlich im Norden des indischen Bundesstaats Bihar, wo es auch als Amtssprache anerkannt ist, und den angrenzenden Gebieten des östlichen Terai in Nepal verbreitet. Bei der indischen Volkszählung 2011 gaben 13,6 Millionen Menschen Maithili als Muttersprache an. In Nepal leben laut der Volkszählung 2011 rund 3,1 Millionen Maithili-Muttersprachler. Ihren Namen hat die Sprache von der historischen Region Mithila. Früher verwendete sie eine eigene Schrift (Maithili-Schrift, Mithilakshar, Tirhuta, Kaithi), die der bengalischen Schrift ähnelte. Heute wird Maithili in Devanagari geschrieben.
Die Maithili-Literatur kann auf eine fast 800-jährige Geschichte zurückblicken. Als ihr herausragendster Vertreter gilt der Dichter Vidyapati, der im 14. und 15. Jahrhundert lebte. Im 19. Jahrhundert ging die Schrifttradition jedoch weitestgehend verloren, sodass Maithili in der Folge nur noch wenig angesehen war. Noch heute betrachten es viele Hindi-Nationalisten lediglich als Dialekt des Hindi, und sogar Muttersprachler, vor allem der Oberschicht, sehen Hindi als die überlegene Sprache an. In jüngster Zeit wurde Maithili durch die Anerkennung als Amtssprache in Bihar (2003) und größere Wertschätzung seitens indischer Literaturinstitute wie der Sahitya-Akademie jedoch allgemein aufgewertet.